# Bambusa nagalandiana
Bambusa nagalandiana är en gräsart som beskrevs av H.B. Naithani. Bambusa nagalandiana ingår i släktet Bambusa och familjen gräs. Inga underarter finns listade i Catalogue of Life.